# Robbeneiland
Robbeneiland is een Zuid-Afrikaans eiland voor de kust bij Kaapstad. Het is vooral bekend doordat Nelson Mandela hier gevangen werd gehouden door het Apartheidsregime van Zuid-Afrika.
Het is een berucht eiland dat bijna 400 jaar gebruikt is om gevangenen en bannelingen op te bergen. De Vereenigde Oostindische Compagnie maakte er al in de 17e eeuw een strafkolonie van. Lastige zeelieden uit Kaapstad werden hier door de VOC gevangengezet, net zoals politieke gevangenen zoals Tuan Guru in de late achttiende eeuw. Het water rondom het eiland is ijskoud door de koude zeestroom die hier voorbijkomt. Slechts drie ontsnapte gevangenen die naar de kust probeerden te zwemmen hebben hun vlucht dan ook overleefd.
Van 1836 tot 1931 was Robbeneiland een leprakolonie. In 1959 werd het eiland ingericht als zwaarbeveiligde gevangenis van het Zuid-Afrikaanse apartheidsregime.
Robbeneiland is wereldwijd bekend geworden door de gevangenschap van Nelson Mandela en andere anti-apartheidsstrijders op het eiland. Er was een kalkmijn op het eiland waar de gevangenen kalksteen moesten winnen. Door het felle verblindende licht en het fijne stof in de witte kalkmijn raakten de ogen van Mandela beschadigd. Tijdens het werk in de kalkmijn konden de gevangenen soms wel met elkaar praten, hoewel ze het van de bewakers niet over politiek mochten hebben. Door de ex-gevangenen wordt de kalkmijn ook wel de Mandela Universiteit genoemd: via het systeem van each one has to teach one ('iedereen moet iemand anders les geven') gaven hoogopgeleide gevangenen kennis door aan laagopgeleide gevangenen.
In 1991 werden de laatste politieke gevangenen vrijgelaten van Robbeneiland en in 1996 werden de laatste criminele gevangenen overgeplaatst en werd de gevangenis gesloten. Het eiland werd in 1999 door UNESCO als cultuurerfgoed op de Werelderfgoedlijst geplaatst.
Inmiddels worden op Robbeneiland rondleidingen gegeven aan toeristen (en Zuid-Afrikanen) door ex-gevangenen. De overtocht naar Robbeneiland geschiedt per boot, vanuit de Nelson Mandela-gate in de haven van het Victoria & Alfred Waterfront bij Kaapstad.

## Zie ook

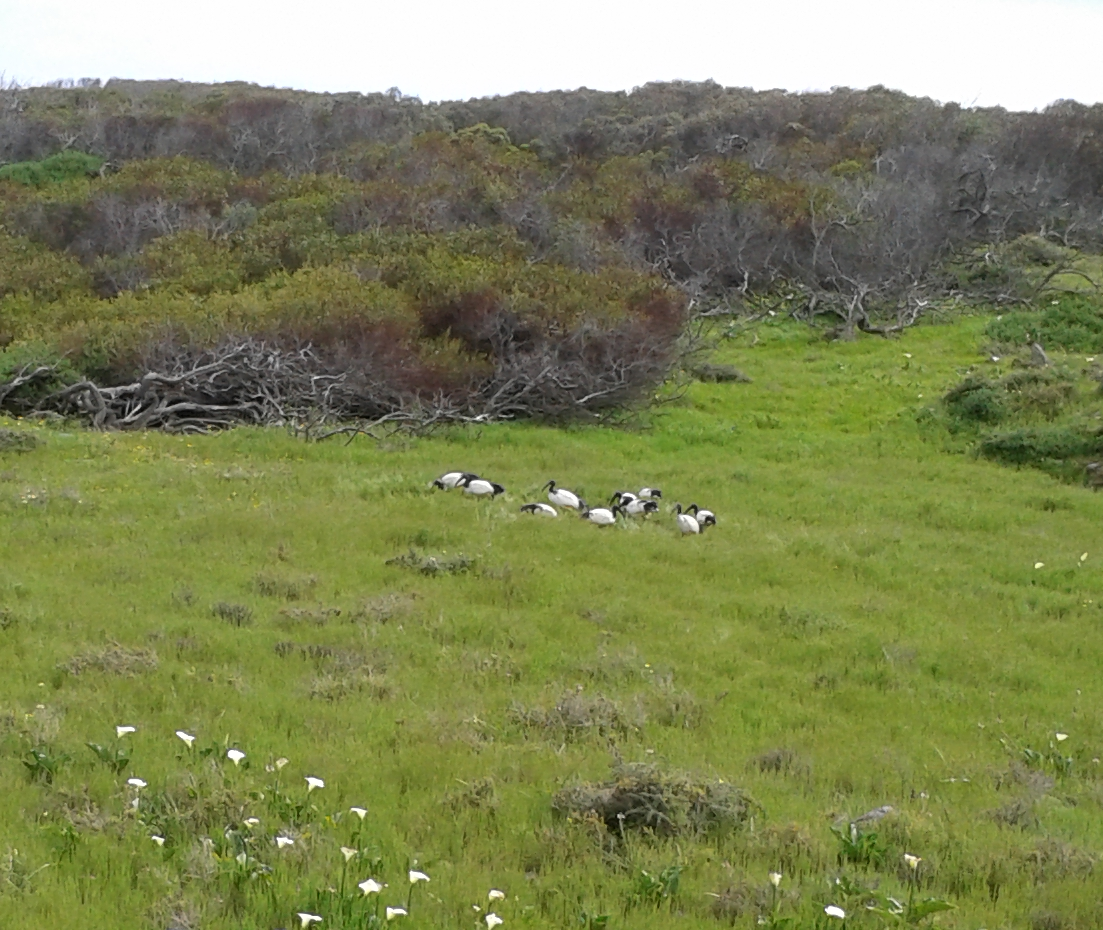
Heilige ibis op Robbeneiland